# Fastest Girl in Town
«Fastest Girl in Town» — песня американской кантри-певицы Миранды Ламберт, вышедшая в качестве 3-го сингла с четвёртого студийного альбома Four the Record (2011). Сингл получил золотую сертификацию RIAA. Номинация на премию O Music Awards в категории «Best Interactive Video» (2013).

## История
Сингл вышел 25 июня 2012 года на студии RCA Nashville и получил положительные и смешанные отзывы музыкальной критики и интернет изданий: Taste of Country, Country Universe, Country Music Review.
Ещё за несколько недель до официального релиза «Fastest Girl in Town» дебютировал на № 54 в кантри-чарте Billboard Hot Country Songs в неделю с 2 июня 2012 года.
Музыкальное видео «Fastest Girl in Town» было снято в июне 2012 года, и в нём приняла участие известная автогонщица NASCAR Даника Патрик.

## Чарты
| Чарт (2012)                         | Высшая позиция |
| ----------------------------------- | -------------- |
| Канада (Billboard Canadian Hot 100) | 72             |
| США (Billboard Hot 100)             | 47             |
| США (Billboard Country Airplay)     | 3              |
| США (Billboard Hot Country Songs)   | 7              |

### Годовые итоговые чарты
| Чарт (2012)                   | Позиция |
| ----------------------------- | ------- |
| США Country Songs (Billboard) | 28      |

## Сертификации
| Регион | Сертификация | Продажи  |
| --- | ------------ | -------- |
| США (RIAA) | Золотой      | 500 000^ |
| * Данные о продажах приведены только на основе сертификации. ^ Данные о тиражах приведены только на основе сертификации. |              |          |